# Fefor
Fefor er en sæterbebyggelse i Gudbrandsdalen, Nord-Fron, Innlandet, Norge. Den ligger mellem Feforvatnet (882 m.o.h.) mod syd og Feforkampen (1.160 m.o.h.) mod nord.
Fefor er udviklet til turisme med hotel, skisportssted og ferieboliger.

## Etymologi
Navnet fefor kommer af fetråkk, hvor første led fe betyder husdyr, og sidste led fòr betyder spor eller far.